# Pierre Louis Parisis
Pierre Louis Parisis (12 de agosto de 1795 (229 anos) - 5 de março de 1866) foi um bispo católico romano e político da França. 
Ordenado padre em 18 de setembro de 1819, Parisis foi selecionado em 8 de setembro de 1834 e confirmado em 19 de dezembro do mesmo ano como bispo de Langres, em Haute-Marne, França. Recebeu a ordenação em 8 de fevereiro de 1835, através do arcebispo de Paris, Hyacinthe-Louis de Quélen. Foi eleito deputado pelo departamento de Morbihan, durante a Segunda República Francesa, atuando durante a Assembleia Nacional Constituinte, de 23 de abril de 1848 a 26 de maio de 1849, e na Assembleia Nacional Francesa, de 13 de maio de 1849 a 2 de dezembro de 1951.
Mons. Parisis dirigiu a Diocese de Langres até ser indicado, em 22 de agosto de 1851 para Arras em Pas-de-Calais. Confirmado em 5 de setembro de 1851, exerceu essa função até sua morte.
Em 1847, Bispo Parisis formou a Arquiconfraternidade de Reparação por Blasfêmia e Negligência do Domingo para promover Atos de Reparação a Jesus Cristo. Também é conhecido por seus esforços na Assembleia Nacional Constituinte, em 1848, para estabelecer o colégio eclesiástico de St. Dizier e por suas discussões sobre as reformas educacionais. Ele foi membro da comissão que preparou o projeto de lei para as Leis de Falloux, aumentando a influência do clero católico na educação francesa.